# Heterallactis chrysauges
Heterallactis chrysauges är en fjärilsart som beskrevs av Turner 1940. Heterallactis chrysauges ingår i släktet Heterallactis och familjen björnspinnare. Inga underarter finns listade i Catalogue of Life.

## Bildgalleri

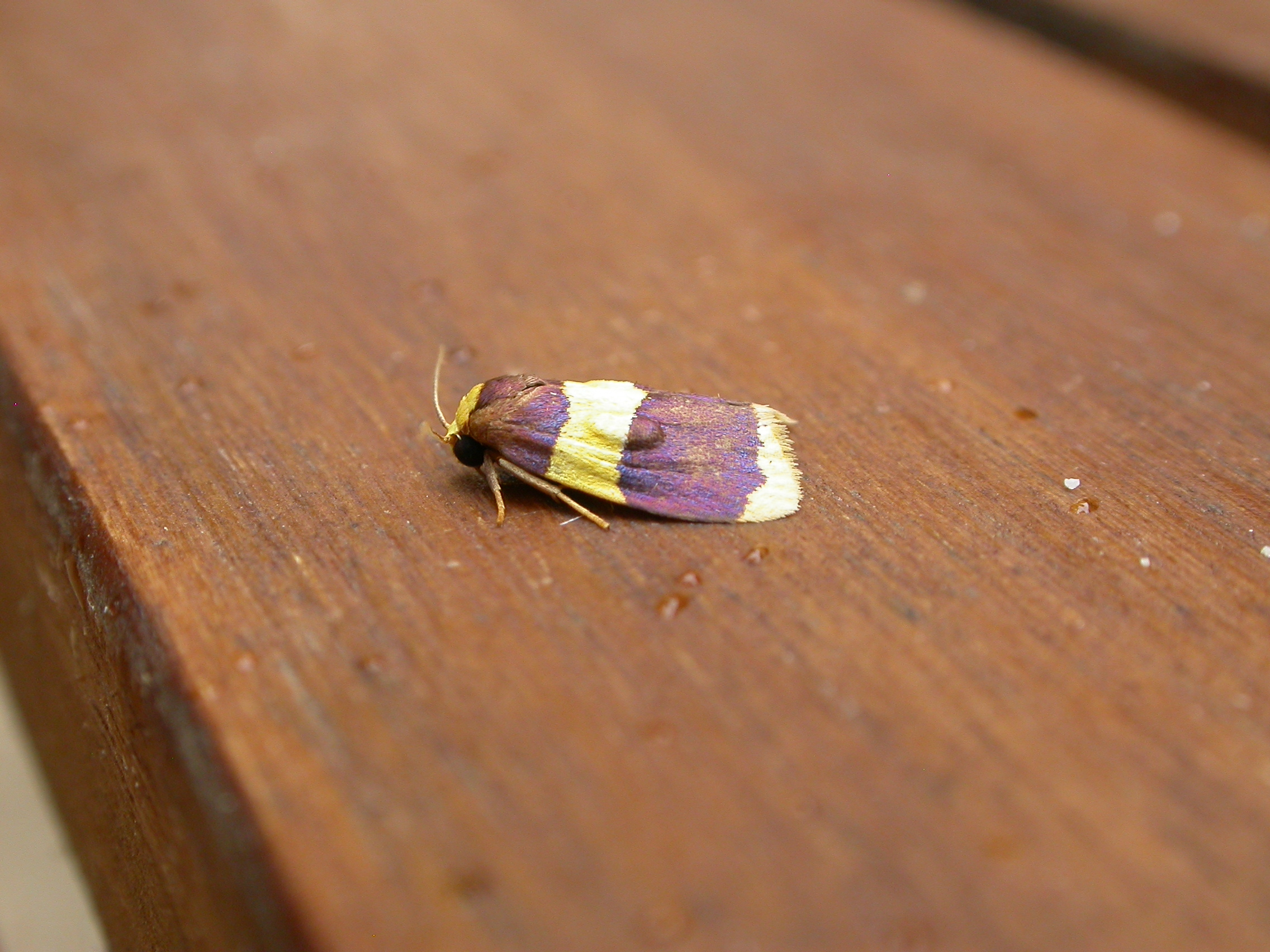